# ○○の父一覧 さ行
○○の父一覧 さ行（まるまるのちちいちらん さぎょう）は、ウィキペディア日本語版の記事「○○の父一覧」に存在する「〇〇の父」と比喩的に呼ばれている人物の内、さ行に分類される人物の一覧である。

## さ
- ベルナルディーノ・デ・サアグン - 民芸誌学の父[1]
- フランク・サージソン（英語版） - ニュージーランド文学の父[2][3]
- デイヴィット・サーノフ - ラジオの父[4][5]
- ヴィントン・サーフ - インターネットの父[6][7][8]
- バートランド・サーレイ - MAC OS Xの父[9]
- 佐伯矩（さいき・ただす） - 栄養学の父[10][11]
- 栽弘義（さい・ひろよし） - 沖縄高校野球の父[12][13]
- フリードリヒ・カール・フォン・サヴィニー - 近代民法学の父、近代私法学の父、近代国際私法学の父、ドイツ民法の父[14][15][16][17]
- ドン・セノビオ・サウザ - テキーラの父[18][19]
- 佐伯達夫（さえき・たつお） - 高校野球の父[20][21]
- 堺利彦（さかい・としひこ） - 社会主義運動の父[22][23]
- 坂本直寛（さかもと・なおひろ） - 北海道開拓の父[24]
- 崎山比佐衛（さきやま・ひさえ） - アマゾンの開拓の父、アマゾンの父[25][26]
- 佐久間象山（さくま・しょうざん） - 横浜開港の父[27][28]
- 櫻井錠二（さくらい・じょうじ） - 日本近代化学の父[29][30]
- 桜井眞一郎（さくらい・しんいちろう） - スカイラインの父[31][32]
- 桜井勉（さくらい・つとむ） - 天気予報の父[33]
- デイビッド・サケット（英語版） - EBMの父[34][35]
- 笹川良一（ささかわ・りょういち） - 競艇の父[36][37]
- 佐々木正（ささき・ただし） - 電卓の父、電子工学の父、電子立国の父[38][39]
- ジョー・サッター（英語版） - ボーイング747の父[40][41]
- 佐藤昌介（さとう・しょうすけ） - 北大の父、北海道大学の父[42][43][44]
- 佐野碩（さの・せき） - メキシコ演劇の父[45][46]
- 佐野友三郎（さの・ともさぶろう） - 日本の近代図書館の父、公共図書館の父[47][48]
- アンドレイ・サハロフ - 水爆の父、ソ連水爆の父、ペレストロイカの父[49][50][51]
- ポール・サミュエルソン - 近代経済学の父[52][53]
- ルドヴィコ・ザメンホフ - エスペラントの父[54]
- サヤジラオ3世 - インド図書館学の父[55]
- ヴィクラム・サラバイ（英語版） - インド宇宙開発の父[56][57]
- ドミンゴ・ファウスティーノ・サルミエント（英語版） - アルゼンチンの教育の父[58]
- 澤柳政太郎（さわやなぎ・せいたろう） - 日本教育界の父[59][60]
- アルベルト・サントス＝デュモン - 飛行機の父[61][62]
- リチャード・サンドバル - 現代メキシコ料理の父[63][64]
- ポール・サンドビー - 英国水彩画の父[65]

## し
- ジーヴァカ - タイの伝統医学の父[66][67]
- フィリップ・フランツ・フォン・シーボルト - 日本近代医学の父[68]
- フランク・W・シール - Father of the Yellow School Bus（黄色いスクールバスの父）[69][70]
- ジョルジェット・ジウジアーロ - カーデザインの父[71][72]
- ヴィクトル・シェストレム - スウェーデン映画の父[73][74]
- トーマス・ジェファーソン - アメリカ民主主義の父、アメリカ建国の父[75][76]
- イェジ・ジェラブレフ（英語版） - ショパン国際ピアノコンクールの父[77]
- エドワード・ジェンナー - 免疫学の父[78][79]
- 塩屋賢一（しおや・けんいち） - 盲導犬の父[80][81]
- イーゴリ・シコールスキイ - ヘリコプターの父[82][83]
- 獅子内謹一郎（ししうち・きんいちろう） - 岩手野球の父[84]
- 司馬遷（しば・せん） - 中国歴史家の父、中国の歴史の父[85][86]
- 渋沢栄一（しぶさわ・えいいち） - 近代日本資本主義の父[87][88][89]
- 島薫（しま・かおる） - 広島外科学会の父[90]
- 島津源蔵（しまづ・げんぞう） - 蓄電池の父、日本電池の父[91][92][93]
- 島秀雄（しま・ひでお） - 新幹線の父[94][95]
- 島義勇（しま・よしたけ） - 北海道開拓の父[96][97]
- 清水脩（しみず・おさむ） - 合唱の父、日本合唱音楽の父、創作オペラの父[98][99][100][101]
- 清水誠（しみず・まこと） - 日本マッチ工業の父、マッチ業の父[102][103][104]
- 史明（し・めい） - 台湾独立運動の父[105][106]
- 下岡蓮杖（しもおか・れんじょう） - 写真の父[102]
- 下田喜久三（しもだ・きくぞう） - 日本のアスパラガスの父[107][108]
- 謝國城（中国語版）（シャ・コクジョウ） - 台湾野球の父[109][110]
- ジョン・シモン - 公衆衛生思想の父[111][112]
- クロード・シャノン - 情報理論の父[113][114][115]
- 謝花昇（じゃはな・のぼる） - 沖縄自由民権運動の父[116][117]
- アリエル・シャロン - 入植者の父[118][119]
- ジャン＝フランソワ・シャンポリオン - エジプト学の父[120][121]
- 徐重仁（シュー・チョンレン） - 台湾流通業の父[122][123]
- 周有光（シュウ・ユウコウ） - ピンインの父[124][125]
- ジューン・リー（英語版） - アメリカテコンドーの父[126][127]
- ニコライ・ジュコーフスキー - ロシアの航空の父[128][129]
- ヴィルヘルム・シュタイニッツ - 近代チェスの父[130][131]
- ヘルマン・シュタウディンガー - 高分子化学の父[132][133]
- ハインリヒ・シュッツ - ドイツ音楽の父[134][135]
- ヨハン・シュトラウス1世 - ワルツの父[136][137]
- ハンネス・シュナイダー - アルペンスキーの父、近代アルペンスキーの父[138][139]
- フィリップ・シュペーナー - 敬虔（けいけん）主義の父[140][141]
- オスヴァルト・シュミーデベルグ - 近代薬理学の父[142][143][144]
- ゲルハルト・シュラーダー - 神経ガスの父[145][146]
- フリードリヒ・シュライアマハー - 近代神学の父、近代プロテスタント神学の父[147][148]
- ハインリヒ・シュリーマン - ギリシア考古学の父[149][150]
- ヨーゼフ・シュンペーター - イノベーションの父[151][152]
- ヘンリー・ジョイナー - 日本国家気象事業の父[153][154]
- 正力松太郎（しょうりき・まつたろう） - プロ野球の父、原子力の父、テレビ放送の父[155][156][157][158]
- アレクサンダー・クロフト・ショー - 軽井沢の父[159][160]
- ジョン・ポール・ジョーンズ - アメリカ海軍の父[161][162]
- ウィリアム・ショックレー - トランジスタの父、シリコンバレーの父[163][164][165][166][167]
- アントニオ・カルロス・ジョビン - ボサノヴァの父[168][169]
- レオ・シラード - A Father of the Atomic Bomb（原爆の父）[170][171]
- 白井柳治郎（しらい・りゅうじろう） - アイヌ教育の父[172]
- ジョアン・ジルベルト - ボサノヴァの父[173][174][175]
- ジーノ・ジロロモーニ - イタリア有機農業の父[176][177][178]
- 申在孝（しん・ざいこう） - パンソリの父[179][180]
- ムハンマド・アリー・ジンナー - パキスタン建国の父[181][182]
- 真念（しんねん） - 遍路の父、四国遍路の父[183][184]
- 新村出（しんむら・いづる） - 広辞苑の父[185][186]

## す
- 菅野光民（すがの・みつたみ） - トムラウシ開拓の父[187]
- スカルノ - インドネシア建国の父[188][189]
- ウォルター・スコット - 近代歴史小説の父[190][191]
- 杉田幸五郎（すぎた・こうごろう） - 西洋家具の父[102]
- 杉山龍丸（すぎやま・たつまる） - 緑の父、インドの緑の父[192][193]
- 杉山彦三郎（すぎやま・ひこさぶろう） - やぶきたの父[194]
- スシュルタ - 外科手術の父[195][196]
- 鈴木銀一郎（すずき・ぎんいちろう） - 日本ボードゲーム界の父[197]
- 鈴木省三（すずき・せいぞう） - 日本のバラの父[198][199]
- 鈴木惣太郎（すずき・そうたろう） - プロ野球の父、日本プロ野球の父[200][201]
- 鈴木貞次郎（すずき・ていじろう） - ブラジル移民の父[202][203]
- 鈴木藤三郎（すずき・とうさぶろう） - 日本製糖業の父[204][205]
- 鈴木敏文（すずき・としふみ） - コンビニの父[206][207]
- 鈴木三重吉（すずき・みえきち） - 日本の児童文学運動の父[208][209]
- ジェームズ・スターレー - 自転車産業の父、イギリスの自転車の父[210][211][212]
- エドワード・スタイケン - ファッション写真の父[213]
- マックス・スタイナー - 映画音楽の父[214]
- 須田誠太郎（すだ・せいたろう） - 利根川治水の父、治水の父[215][216][217]
- エルスワース・ミルトン・スタットラー（英語版） - 近代ホテルの父、アメリカ近代ホテルの父[218][219][220]
- アルフレッド・スティーグリッツ - 近代写真の父、アメリカ近代写真の父[221][222][223][224]
- ジョージ・スティーブンソン - 蒸気機関車の父、鉄道の父[225][226][227]
- ユージン・ストーナー - M16の父[228][229]
- ストラボン - 地理学の父[230][231]
- フレデリック・ウィリアム・ストレンジ - 日本近代スポーツの父[232][233][234]
- ジョン・スノウ - 感染症疫学の父[235][236]
- フランク・スプレイグ - Father of Electric Traction（電気牽引の父）、電気鉄道の父[237][238][239]
- アダム・スミス - 経済学の父[240][241]
- E・E・スミス - スペースオペラの父[242][243]
- ウィリアム・スミス - 地質学の父、イギリス地質学の父[244][245]
- ホーランド・スミス - 水陸両用戦の父[246][247]
- 角倉了以（すみのくら・りょうい） - 水運の父[248][249]
- セバスチアン・スラン - 自動運転の父[250][251]
- サミュエル・スレーター（英語版） - アメリカ産業革命の父、アメリカ紡績業の父、アメリカ製造工業の父[252][253][254][255]
- モンコンブ・スワミナサン - インドの緑の革命の父[256][257][258]
- インゴ・スワン - リモート・ビューイングの父[259]

## せ
- 関沢明清（せきざわ・あけきよ） - 水産業の父、日本水産業の父[260][261][262]
- 関根金次郎（せきね・きんじろう） - 近代将棋の父[263][264]
- 關一（せき・はじめ） - 大阪の父[265][266]
- アンドレス・セゴビア - 現代クラシック・ギター奏法の父[267]
- ポール・セザンヌ - 近代絵画の父[268][269]
- 瀬戸口藤吉（せとぐち・とうきち） - 行進曲の父[270][271]
- フェルナンド・セナ - フィリピンアートワークショップの父[272]
- 銭村健一郎（ぜにむら・けんいちろう） - 日系人野球の父[273][274]
- アラン・ゼマン - 蘭桂坊（ランカイフォン）の父[275][276]
- ラウル・セルヴェ - ベルギーアニメの父[277]
- 銭学森（セン・ガクシン） - 中国宇宙開発の父[278][279]
- 詹天佑（セン・テンユウ） - 中国鉄道の父[280][281]
- センベーヌ・ウスマン - アフリカ映画の父[282][283]
- イグナッツ・ゼンメルワイス - 感染制御の父、院内感染予防の父[284][285][286][287]

## そ
- エドワード・ソーンダイク - 教育評価の父、教育測定運動の父、教育心理学の父[288][289][290]
- 曽我部右吉（そかべ・うきち） - 緑化の父[291][292]
- 十河信二（そごう・しんじ）- 新幹線の父[293][294]
- フェルディナン・ド・ソシュール - 近代言語学の父[295][296]
- 孫文（そん・ぶん） - 中国革命の父[297][298]
- 園田兵助（そのだ・ひょうすけ） - かごしま黒豚の父[299]
- マイケル・ソマレ - パプアニューギニア建国の父[300][301]
- ガボール・ソモルジャイ - 近代的表面科学の父[302][303]
- ヘンリー・クリフトン・ソルビー - 顕微鏡組織学の父、組織学の父[304][305]